# Distichophyllum sinense
Distichophyllum sinense är en bladmossart som beskrevs av Hugh Neville Dixon 1933. Distichophyllum sinense ingår i släktet Distichophyllum och familjen Hookeriaceae. Inga underarter finns listade i Catalogue of Life.